# Boqueres (partida rural de San Vicente del Raspeig)
La Partida Boqueres es una extensa zona rural al norte del término municipal de San Vicente del Raspeig (Alicante), colindante con los municipios de Tibi, Jijona, Mutxamel y Alicante. Ocupa aproximadamente 12 km², con altitud máxima de 695 m en el Alt de l’Escobella.
Su perímetro limita:
- Al este, con el término de Mutxamel (partidas Baiona Alta y Tossal Redó). Y con las partidas de Monnegre en Jijona y Alicante
- Al norte, con Tibi y la sierra del Maigmó.
- Al sur, con las partidas Raspeig y Torregroses, de San Vicente del Raspeig.
- Al oeste, con la partida El Moralet de Alicante.[2]

## Relieve
La topografía está dominada por la sierra de Penyes Roges, conformada por materiales calizos del Cretácico:
- Alt de l’Escobella (695 m)
- Penyes Roges (552 m)
- Altet de la Planxeta (506 m)
- Lloma Alta (323 m)[2]

## Clima, flora y fauna
Boqueres presenta clima mediterráneo continentalizado, con inviernos suaves (med. 6 °C) y veranos calurosos (med. 28 °C). Las precipitaciones rondan los 350 mm anuales, concentradas en otoño y primavera.
La vegetación natural incluye matorral de coscoja, lentisco y romero, así como pinar mediterráneo disperso. Entre la fauna destacan la gineta, el zorro, el conejo silvestre y aves rapaces como el buitre leonado y el águila calzada.

## Historia
Las primeras referencias documentales de Boqueres datan del siglo XVI, cuando formaba parte del señorío de la Orden de Montesa. Durante la Edad Moderna se explotaron pequeñas huertas de secano y bancos de yeso para la construcción local.
En el siglo XIX la familia Ghiglione adquirió grandes extensiones y promovió la construcción de caserones nobles, como la Casa de Mentirola y la Finca del Sabinar. Entre 1891 y 1894 se registraron las concesiones mineras “El Sabinar”, “Ampliación al Sabinar” y “Sabinar Segundo” para extraer ocre amarillo, que se exportaba a Inglaterra para pigmentación.
Durante la Guerra Civil (1936–1939), Boqueres sirvió de refugio a la población evacuada de la ciudad de Alicante; se conservan trincheras y abrigos excavados en la roca. En la posguerra se mantuvo como zona agrícola hasta los años 1960, cuando comenzaron a surgir las primeras casas de veraneo.

## Urbanizaciones
A partir de los años 1970 se fueron consolidando varios núcleos residenciales:
- Villamontes: fundado en 1972, con más de 200 viviendas unifamiliares. Cuenta con red de agua potable, pista de fútbol sala con césped, parques y alumbrado, aunque no cuenta con servicios escolares y supermercados.[7]
- Colonia Pozo San Antonio: creada en 1985 alrededor de un pozo histórico, reúne unas 200 parcelas.
- El Sabinar (o Valle del Sabinar): urbanización de 120 chalets inaugurada en 1990, en torno a los aljibes de la antigua masía.
- Peñas Rojas (Penyes Roges): 80 viviendas edificado en las faldas de la sierra, con vistas panorámicas.
- Les Escoles – Lo Ramos: conjunto de 40 casas, promovido en 2005 por el Ayuntamiento para docentes desplazados.
- Rambutxar: pequeña urbanización disperso junto al Moralet y al Barranco de las Boqueras, formado por 25 viviendas rústicas.[7]

Todas estas urbanizaciones dependen administrativamente del Ayuntamiento de San Vicente del Raspeig y no disponen de servicios propios, salvo conexiones viales y suministro eléctrico.

## Patrimonio histórico

### Arquitectura rural
- Casa de Lo Brotons (s. XIX): caserón de mampostería de piedra caliza local, con planta rectangular y dos alturas; las ventanas presentan sólidos dinteles de piedra y la cubierta conserva canalones de cerámica y “muñecos” de raíles metálicos en los aleros, formaba parte del antiguo latifundio Brotons y figura en el Catálogo de Bienes y Espacios Protegidos de San Vicente del Raspeig como elemento de interés etnológico-medioambiental. Actualmente en ruinas.[8][9]

- Casa del Soldat: masía de planta cuadrada con alzado de sillería y tejado a dos aguas, situada junto al actual Club Hípico Villamontes. La casa fue derrumbada en los 90.[8][10]
- Finca del Sabinar: masía fortificada del siglo XIX ubicada en el valle del Sabinar, con torre de vigilancia de dos plantas, muros de tapial reforzados con sillería y dos aljibes semicilíndricos bajo la bodega; cuenta además con una pequeña capilla dedicada a San Antonio en el ala oeste. Propiedad de la familia Ghiglione, fue el centro de la explotación minera de ocre «El Sabinar» (concesión de 1891), y en la década de 1960 llegó a ser una de las fincas agrícolas y ganaderas más prósperas de la provincia: cultivaba almendros, cítricos, huertos y viñedos, y su cabaña albergó hasta 400 ovejas y más de 6 000 gallinas hacia 1969. Hay un rumor de que se usó como manicomio, pero todo queda en un rumor sin base histórica.[6]

- Casa de Mentirola (Finca La Africana): vivienda rural ecléctica construida en 1880–1890 y adquirida por Federico Ghiglione en 1898. Destaca su torreón rematado en barbacana, ventanas con alfiz de inspiración morisca y aljibes subterráneos vinculados al sistema de boqueras tradicional.[11]

- Finca Peñas Rojas (1892): casa de labor de dos plantas con muros de tapial y sillería en esquinas, articulada alrededor de un patio central porticado. Su nombre proviene del color rojizo de las areniscas de la sierra contigua. Fue adquirida por Ghiglione y posteriormente hipotecada en 1907; hoy pertenece al patrimonio municipal y aparece en rutas senderistas como punto de paso.[12][13]
- Promoción "Villa Montes" / "Serreta de Ramos": En el año 1977 se llevó a cabo una promoción urbanística de 99 viviendas tipo "bungalow", incluidas en el plan parcial conocido como "Villa Montes" o "Serreta de Ramos", situado en la Llometa Redona, en la actual Urbanización Villamontes. El proyecto fue promovido por la empresa "Construcciones Kersten Van Dijk". Esta promoción de pisos se desarrolló en un entorno rural, alejado del casco urbano, lo que dificultó su aceptación en el mercado inmobiliario de la época. La falta de servicios básicos o infraestructuras influyeron negativamente en la comercialización de las viviendas, y la promoción fue considerada un fracaso comercial. Con el paso de los años, varios de los bloques quedaron abandonados y, finalmente, fueron demolidos en el año 2000. Este proyecto se enmarca en una etapa de intensa actividad constructiva en el municipio durante los años 70, coincidiendo con un periodo de crecimiento demográfico, económico e industrial. Las nuevas promociones de vivienda respondían tanto al aumento natural de la población como a la inmigración, y estaban destinadas a residentes que trabajaban en San Vicente del Raspeig y en la ciudad de Alicante.

### Patrimonio hidráulico
Boqueres conserva red de *boqueras* (galerías subterráneas de captación) y acequias de piedra, utilizadas para riego de huertas y abastecimiento de los caseríos.

## Minería y canteras

### Minas de ocre
En las laderas del Barranc dels Cocons existieron las minas de ocre amarillo «El Sabinar» y «Sabinar Segundo». La extracción se realizaba manualmente, con perforaciones y voladuras controladas; el mineral se transportaba en vagonetas hasta el valle. Se calcula una producción acumulada de 8 000 t de ocre entre 1892 y 1905.

### Canteras de áridos en la Lloma Alta
- Cantera Casablanca: explotación de grava y cantos rodados, activa hasta 1980.[14]
- Cantera del Cabra: cantera de calizas y margas, reconocida por la presencia de cristales de calcita y fluorita en sus fracturas activa hasta 2018.[14]

Los caminos de acceso y los restos de maquinaria (vías, tolvas) se han rehabilitado como ruta senderista.

## Persona destacada

### Federico Ghiglione Brotons(1843–1906)
Nacido en San Vicente del Raspeig, fue el principal impulsor de la industrialización temprana de Boqueres. En 1897 constituyó la sociedad «Federico Ghiglione y Hermanos» para gestionar sus propiedades agrícolas e industriales. En 1900 asumió la dirección de la Sociedad Minera La Oriolana (hierro) y mantuvo hasta su muerte la explotación del ocre en El Sabinar. Falleció el 4 de julio de 1906 en su residencia de la Finca del Sabinar, dejando un legado de masías y bocaminas que configuran el patrimonio histórico local.